# Andreea Bogdanovici
Andreea Elena Bogdanovici (născută Pătuleanu; n. 9 iulie 1992, Slatina, Olt, România) este o jucătoare de handbal română, care evoluează pentru clubul CSM Slatina, pe postul de intermediar stânga.

## Biografie
Andreea Pătuleanu a început să joace handbal la CSȘ Slatina în anul 2002, sub îndrumarea antrenorului Iulian Perpelea. În 2004 a ajuns la LPS Slatina cu care, în 2007, a căștigat titlul național la junioare III, iar în 2009 a terminat pe locul al doilea la junioare II. De asemenea, în 2008 a fost convocată la echipa națională de junioare a României. A evoluat, între 2009 și 2011 pentru CSM Slatina, iar între 2011 și 2014, pentru SCM Craiova. A promovat în Liga Națională, în 2015, cu HC Alba Sebeș. După retrogradarea echipei sebeșene la finalul sezonului 2015-2016, Pătuleanu s-a transferat la CSM Unirea Slobozia (HCM Slobozia)., iar între 2018 și 2020 a jucat pentru Corona Brașov. În sezonul 2021-2022 a evoluat pentru CSM Deva iar în vara anului 2022 a revenit la CSM Slatina.
Andreea Pătuleanu este absolventă a Facultății de Educație Fizică și Sport din Craiova și are o soră, Mihaela Pătuleanu, tot handbalistâ.

## Palmares
- Cupa EHF:
  - Turul 3: 2020

- Cupa României:
  - Semifinalistă: 2014

- Campionatul Național de Junioare II
  -  Medalie de argint: 2009

- Campionatul Național de Junioare III
  -  Câștigătoare: 2007